# محوطه یاسلی بولاغ
محوطه یاسلی بولاغ مربوط به دوران پیش از تاریخ ایران باستان تا دوران‌های تاریخی پس از اسلام است و در شهرستان هشترود، بخش مرکزی، روستای سیه دولان واقع شده و این اثر در تاریخ ۱۱ مرداد ۱۳۸۴ با شمارهٔ ثبت ۱۲۶۴۶ به‌عنوان یکی از آثار ملی ایران به ثبت رسیده است.